# Станислав Сивриев
Станислав Стефанов Сивриев е български писател. Участник в Съпротивителното движение по време на Втората световна война. Партизанин от Втора родопска бригада „Васил Коларов“. Български офицер, полковник

## Биография
Станислав Сивриев е роден на 16 септември 1924 г. в с. Даръдере, дн. Златоград. Изключен от гимназията в Райково като активен член на РМС. Завършва средното си образование във Велинград.
Участва в Съпротивителното движение по време на Втората световна война. На 19 години е партизанин в Партизански отряд „Колю Шишманов“ от състава на Втора родопска бригада „Васил Коларов“.
След 9 септември 1944 г. е военен комендант на Златоград. Участва във войната срещу Германия (1944 – 1945), където е тежко ранен.
Служи в Българската армия. Завършва висше военно образование във Военна академия „Георги Раковски“. Кадрови офицер до 1958 г.
През 60-те години работи като завеждащ литературния отдел на сп. „Български воин“. Председател на контролната комисия на СБП (1975). Избира да живее в с. Боженци и сам реставрира възрожденската си къща. Днес в Златоград има негов барелеф. Възрожденска къща в стария град е наименувана „Сивриева къща“.
Автор на 21 книги, сред които:
- „Батальонът с песни се завръща“, стихове (1952)
- „Пачка патрони“, разкази (1957)
- „С едната истина“, роман-хроника (1958)
- „Петко войвода“, разкази (1959)
- „Если нужно умереть“, разкази на руски (1963)
- „Хората са навсякъде“, разкази (1963)
- „Люди повсюду“, разкази на руски (1966)
- „Завръщане след бягство“ – разкази (1967)
- „Светът е стар“, разкази (1968)
- „Път към своите“, разкази (1969),
- „И земята престана да се люлее“, разкази (1971)
- „Върти се, върти се“, есета (1974)
- „Искри от искри“, есета (1975)
- „Когато бях офицер“, военни разкази (1976)
- „Като печелим – какво губим“, есета (1978)
- „Словото на Бешков“, мемоар (1982)
- „Докато косих ливада“, есета (1983)
- „Фронтова дреб“, военни разкази (1984)
- „Обичка според ухото“, разкази (1985)
- „Ръжено кафе“, разкази (1985),
- „До видело“, разговори с Бешков (1988).